# Labidostomis senicula
Labidostomis senicula là một loài bọ cánh cứng trong họ Chrysomelidae. Loài này được Kraatz miêu tả khoa học năm 1872.